# Minaret Emina
Minaret Emina (chiń. 苏公塔 / 额敏塔; pinyin Sūgōng tǎ / Émǐn tǎ) – minaret znajdujący się w mieście Turfan w regionie autonomicznym Sinciang w Chinach.
Budowę minaretu zaprojektowanego przez ujgurskiego architekta Ibrahima rozpoczęto w 1777 roku. Budynek miał powstać prawdopodobnie w celu upamiętnienia stłumienia antymandżurskiego powstania przez turfańskiego dowódcę, Emina Hodżę. Budowę dokończył w 1778 roku syn Emina, Sulejman, od imienia którego pochodzi chińska nazwa Sugong ta (dosł. „Wieża księcia Su”).
Minaret mierzy 44 m wysokości i jest najwyższym w Chinach. Wzniesioną z cegieł i drewna, zwężającą się ku górze wieżę wieńczy niewielka kopuła. Ściany zewnętrzne wykonano z żółtych, suszonych na słońcu cegieł ułożonych w różnorodne wzory. W ścianach umieszczono w sumie 14 otworów doprowadzających światło i powietrze. Minaret nie posiada pięter. Wewnątrz znajduje się ceglany filar otoczony spiralnymi, liczącymi 72 stopnie schodami, które prowadzą na górę budynku, gdzie mieszczą się cztery okna rozchodzące się na cztery strony świata. Przy wejściu do minaretu umieszczono dwie stele w języku chińskim i ujgurskim.
Przy minarecie znajduje się meczet wzniesiony na planie prostokąta z ejwanem, w którym mieści się wejście do budynku. Główna sala modlitewna otoczona jest z trzech stron przez galerie. Szereg drewnianych filarów podtrzymuje drewniane sklepienie, w którym znajdują się dwa prostokątne otwory doprowadzające światło. Mihrab umieszczono w oddzielnym pomieszczeniu z kopułą, pośrodku ściany kibli, po obu stronach którego znajdują się drzwi prowadzące do galerii otaczających główną salę. Galerie zwieńczono niewielkimi kopułami. Podłogę w budynku wykonano z kamienia. Wnętrze meczetu odznacza się prostotą, a liczba zdobień jest niewielka.